# Базош сир ле Бец
Базош сир ле Бец (фр. Bazoches-sur-le-Betz) је насељено место у Француској у региону Центар, у департману Лоаре.
По подацима из 2011. године у општини је живело 983 становника, а густина насељености је износила 63,91 становника/km².

## Демографија
| 1962. | 1968. | 1975. | 1982. | 1990. | 2011. |
| ----- | ----- | ----- | ----- | ----- | ----- |
| 255   | 222   | 219   | 285   | 518   | 983   |